# Limewax
Limewax, pseudonimo di Maxim Olehovyč Anokhin (in ucraino Макси́м Оле́гович Ано́хін?; Kam"janec'-Podil's'kyj, 1988), è un disc jockey, produttore discografico e compositore drum and bass ucraino.
Nato e cresciuto in Ucraina, all'età di undici anni si trasferisce a Tilburg, nei Paesi Bassi, dove intraprende la sua carriera di compositore musicale. All'età di 17 anni, nel 2005, pubblica il suo primo EP "Changing Chrisis".
Limewax è portavoce di una corrente musicale conosciuta nei circoli underground come "darkstep", stile musicale che si presenta come una mistura tra più generi quali drum and bass, industrial, dark ambient e hardcore techno.

## Discografia
Limewax, come buona parte degli artisti di musica elettronica underground (soprattutto drum and bass) ha una discografia estremamente vasta e, soprattutto difficile da raccogliere e catalogare, date le innumerevoli collaborazioni con diversi artisti, dj e produttori, e alle svariate, nonché fittizie, apparizioni in moltissime compilation, raccolte e performance dal vivo.

### Album di studio
- 2007 - Scars On The Horizon
- 2011 - Empindsamer Stil

### EP
- 2005 - Changing Crisis
- 2007 - The Limewax EP - Part One
- 2007 - The Limewax EP - Part Two
- 2008 - Romance Explosion
- 2008 - The Limewax EP - Part Three
- 2008 - The Kristall Weizen

### Singoli
- 2005 - The Lawra / Eyes Of Evil
- 2005 - Ritual Station / The Limit
- 2005 - Satanina / Emato
- 2006 - M.O.T.D / Invasion
- 2006 - 1/2 LB / The Way The Future
- 2006 - Agent Orange / Cat And The Hat
- 2007 - Golden Path / Evolution
- 2007 - Strike From The Land
- 2008 - Nature Of Evil / Impaler
- 2008 - Zombie Vs Zombie / Casino
- 2009 - Big Bang / Invention

### Collaborazioni
- 2005 - The Resonators / Pain (w/ DJ Hidden)
- 2005 - Sure Revision / Devil's Rage (w/ Arsenic)
- 2006 - We Have Life (EP) (w/ SPL)
- 2006 - Knowledge Presents SPL & Limewax
- 2007 - Cleansed by a nightmare (w/ Donny e Skitty)
- 2007 - Therapy Sessions Vol. 4
- 2007 - The Empire (EP) (w/ Panacea)
- 2008 - The Remixes (w/ SPL)
- 2008 - Dark Soul / Pigeons & Marshmallows (w/ Donny, Panacea, SPL)
- 2008 - Tempest / Bathwater (w/ Current Value)
- 2009 - All Ends (w/ Current Value)
- 2009 - Pressure Drop 2k9 / Cracking Core (Tech Itch VIP) (w/ Tech Itch, Jakes)

### Remix
- 2007 - Slave For Life (VIP Unreleased Remix)
- 2008 - Cracking Core (Tech Itch VIP) (VIP Remix Part I)
- 2008 - The Golden Path Remix (The First Movement)
- 2009 - Cracking Core (Tech Itch VIP)

### Raccolte
- 2008 - The Remixes